# لاپونیا
لاپونیا یا ناحیه لاپونی یک ناحیه کوهستانی طبیعی در استان لاپلاند در شمال سوئد و به‌طور دقیق‌تر در بخش‌های یلیواره، آریپلوگ و یوکموک است. 
این مکان در سال ۱۹۹۶ به عنوان میراث جهانی یونسکو ثبت شد و بخش عمدهٔ منطقه از اوایل سدهٔ بیستم تحت حفاظت بوده است. این منطقه به دلایل طبیعی و فرهنگی، به عنوان مکان میراث به ثبت رسید.
مساحت کل منطقه، حدود ۹٬۴۰۰ کیلومتر مربع (۳٬۶۰۰ مایل مربع) است که آن را به بزرگ‌ترین منطقهٔ طبیعی دست‌نخورده در جهان تبدیل کرده است که همچنان به دست مردمان بومی، سامی‌های گله‌دارِ گوزن شمالی است.